# Fokker XB-8
Le Fokker XB-8 est un bombardier triplace en tandem dérivé de l'avion d'observation XO-27. Il est développé dans les années 1920 et utilisé par l'USAAC.

## Historique
Lors de l'assemblage du XO-27, le second prototype fut converti en bombardier et désigné XB-8. Alors que le XB-8 était beaucoup plus rapide que les bombardiers biplans existants, il ne possédait pas une capacité en bombes suffisante pour entrer en production. Deux YB-8 et 4 Y1B-8 furent transformés en Y1O-27.
L'aile du XB-8 et du XO-27 était entièrement construite en bois, alors que le fuselage était construit de tubes d'aciers couverts de tissu à l’exception du nez en métal ondulé. Ces deux avions furent les premiers bombardiers ou avions de reconnaissance de l'Army Air Corps à être équipés d'un train d’atterrissage rétractable électriquement.
Il fut mis en compétition avec l'avion de la Douglas Aircraft Company, le Y1B-7/XO-36. Les deux promettaient de bien meilleures performances que les grands bombardiers biplans alors utilisés dans l'Army Air Corps. Mais le Douglas XB-7 avait de nettement meilleures performances que le XB-8 ainsi aucune autre version de l'avion fut produite.

## Opérateurs
États-Unis
- United States Army Air Corps